# Andrés Huesca
Andrés Huesca (Puerto de Veracruz,  3 de noviembre de 1917 – estado de California 12 de septiembre de 1957), fue un arpista y cantante mexicano de mucho renombre que innovó y desarrolló el sonido del Son Jarocho. Comenzó a grabar desde la década de los  30's, no obstante, fue a partir de la década de 1940 que comenzó a hacerse de fama por su trabajo. Andrés Huesca fue el responsable de popularizar el tema “La Bamba” de forma mundial, así como el primero en grabar a José Alfredo Jiménez con el tema “Yo”. Participó en 77 películas con la musicalización de estas, entre ellas “Los tres caballeros” producida por Walt Disney.

## Comienzos
Hijo de Arnulfo Huesca, un arpista virtuoso y músico muy conocido en toda el área que rodea a la ciudad Veracruz. Cuando Andrés Huesca cumplió los 10 años de edad, su padre tuvo que abandonar brevemente Veracruz debido a una emergencia, dejando su arpa en casa. Cuando regresó, Huesca se había enseñado a sí mismo a tocar el arpa, logrando acompañar algunos Sones jarochos. Dicha historia llegó a oídos de toda la ciudad cuando Huesca cumplió los 11 años de edad. A raíz de esto, Huesca comenzó a ejecutar en el teatro Eslava del Puerto, en la ciudad de Veracruz, en dónde se presentaban los mejores músicos incluyendo al ícono musical: Toña la Negra.

## Vida
Su nombre se relaciona con muchos personajes como Agustín Lara, Pedro Vargas, Pedro Infante y José Alfredo Jiménez. Huesca alcanzó un alto impacto cultural de manera internacional como arpista y popularizó el Son Jarocho a través de ejecuciones en vivo, cine y grabaciones desde de la década de 1940 hasta 1950. (1)
Fue el primer músico de Son Jarocho que logró migrar a Los Ángeles y tener éxito en la industria.

### México
En México, participó en 77 películas, generalmente como Andrés Huesca y sus Costeños. Logró influenciar el género del Son Jarocho, complementándolo con guitarras de Mariachi. Durante la campaña presidencial de Miguel Alemán Valdés durante su recorrido para la obtención del voto, La Bamba era tocada previamente en la llegada del candidato presidencial. A mediados de la década de 1940, Huesca presentó su Son Jarocho para el entonces presidente de México Miguel Alemán.

### Los Ángeles, California
Fue el primero en marcar la presencia del Son Jarocho en California, posteriormente viajaba a Los Ángeles para presentarse en recintos como el teatro “Million Dollar Theater” y "The Philharmonic Auditorium", logrando un impacto fuera de México que inspiró a diversos ensambles de Son Jarocho pertenecientes a Los Ángeles en la década de 1950.

## Muerte
Huesca falleció prematuramente a los 39 años de edad el 12 de septiembre de 1957 en el sanatorio Olive View, en el valle de San Fernando, California. Pasó su último año de vida aislado del público y luchando contra la enfermedad.

## Música
Se considera el principal promotor del Son Jarocho, ya que ayudó a definir el sonido que caracteriza dicho estilo musical, enfocándolo hacia el Son Jalisciense, también conocido como Son Mariachi. Se puede decir que fue el detonador de la carrera de José Alfredo Jiménez como compositor, ya que fue el primero en grabar uno de sus temas junto con sus Costeños. Gracias a eso, la carrera de Jiménez se fue a las nubes, logrando éxito tras éxito.

### Huesca y sus Costeños (1930-1940)
Este ensamble se hizo muy popular y solicitado para todo tipo de eventos sociales, Juntos participaron en al menos 60 películas, siempre en intervenciones musicales. Su participación en el cine impulsó su carrera y complementó las grabaciones que hicieron.

### La bamba (1945-1946)
La bamba es una canción originaria del puerto de Veracruz, la cual tiene siglos de antigüedad y que fue ejecutada en el Coliseo de México en 1775. Huesca y sus Costeños, fueron los primeros en grabar la pieza en 1945. Posteriormente fue adoptada por Ritchie Valens en 1958 que le realizó arreglos musicales teniendo una gran aceptación en plena época del Rock and Roll.

## Cine
Su participación en la película “Allá en el rancho grande”, lo hizo pionero en incluir el arpa michoacana en el Son Jarocho, considerablemente más grande en comparación a la tradicional diatónica jarocha. Su motivo fue plenamente estético para el filme. “Este cambio fue bien recibido por los ejecutantes de arpa, ya que además de ser por su tamaño un instrumento con mayor sonoridad, también permitió a los músicos salir con mejor imagen y presencia en las grabaciones cinematográficas o en fotografías”, mencionó Andrés Barahona Londoño. A raíz de esto, el arpa grande se convirtió en el estándar para la mayoría de arpistas de Son Jarocho.

### Filmografía[6][7]
| Filme                    | Año  | Director            | Papel                                              |
| ------------------------ | ---- | ------------------- | -------------------------------------------------- |
| Allá en el rancho grande | 1936 | Fernando de Fuentes | Intervención musical: Andrés Huesca y sus Costeños |
| Historia de un gran amor | 1942 | Julio Bracho        | Intervención musical: Andrés Huesca y sus Costeños |
| Sol y sombra             | 1946 | Rafael E. Portas    | Intervención musical: Andrés Huesca y sus Costeños |
| La reina del trópico     | 1946 | Raúl de Anda        | Intervención musical: Andrés Huesca y sus Costeños |
| La perla                 | 1946 | Emilio Fernández    | Intervención musical: Andrés Huesca y sus Costeños |
| Pueblerina               | 1948 | Emilio Fernández    | Intervención musical: Hermanos Huesca              |
| Los tres huastecos       | 1948 | Ismael Rodríguez    | Intervención musical: Andrés Huesca y sus Costeños |
| Han matado a Tongolele   | 1948 | Roberto Gavaldón    | Intervención musical: Andrés Huesca y sus Costeños |
| Las mañanitas            | 1948 | Juan Bustillo Oro   | Intervención musical: Andrés Huesca y sus Costeños |
| Sólo Veracruz es bello   | 1948 | Juan Bustillo Oro   | Intervención musical: Andrés Huesca y sus Costeños |
| Flor de caña             | 1948 | Carlos Orellana     | Intervención musical: Andrés Huesca y sus Costeños |
| Ahí viene Vidal Tenorio  | 1949 | René Cardona        | Intervención musical: Andrés Huesca y sus Costeños |
| María del mar            | 1952 | Fernando Soler      | Intervención musical: Andrés Huesca y sus Costeños |